# Synagoga Lejba Lajpcigera i Elji Pantela w Łodzi
Synagoga Lejba Lajpcigera i Elji Pantela w Łodzi – prywatny dom modlitwy znajdujący się w Łodzi przy ulicy Wolborskiej 33.
Synagoga została zbudowana w 1899 roku z inicjatywy Lejba Lajpcigera i Elji Pantela. Mogła ona pomieścić 30 osób. Podczas II wojny światowej hitlerowcy zdewastowali synagogę.